# Szabadság és Demokrácia Európája
A Szabadság és Demokrácia Európája (angolul:  Europe of Freedom and Democracy Group, EFD, franciául: Groupe Europe Libertés Démocratie, ELD) az euroszkeptikus politikai pártokat tömörítő csoport volt az Európai Parlamentben 2009 és 2014 között. Ideológiailag erősen ellenezték az Európai Unió intézményét, konzervatív és szélsőjobboldali populista nézeteket vallottak.

## Története
A 2009-es európai parlamenti választáson a Függetlenség és Demokrácia és az Unió a Nemzetek Európájáért képviselőcsoport bajba került, mert egyikük sem érte el az Európai Parlament eljárási szabályzatában meghatározott küszöböt. A két csoport maradványainak új frakciót kellett létrehozniuk  a 7. Európai Parlament 2009. július 14-i alakuló ülése előtt.  2009. július 1-jén sajtótájékoztatón jelentették be az új csoport nevét, melynek a Szabadság és Demokrácia Európája nevet adták.
A csoport 32 képviselővel alakult, melyek közül az Egyesült Királyság Függetlenségi Pártja (UKIP) és az olasz Északi Liga adta a legtöbb képviselőt 13, illetve 9 fő személyében. Tagja volt a dán Néppárt, a francia Mozgalom Franciaországért, a Finnek Pártja a görög Ortodox Népi Riadó, a holland Református Politikai Párt, a Szlovák Nemzeti Párt, a Bolgár Megmentési Nemzeti Front, a Szuverén Lengyelország, a litván Rend és Igazságosság és 1–1 független képviselő Belgiumból valamint Görögországból.
Nigel Farage (UKIP) és Francesco Speroni (ÉL) társelnöki pozícióban kerültek a csoport élére.
2014. június 18-án Nigel Farage bejelentette az EFD csoport létrehozását a VIII. törvényhozásban, amelyben a UKIP 24 brit képviselője, az 5 Csillag Mozgalom 17 olasz képviselője, valamint litván, francia, svéd, cseh és lett képviselők vesznek részt és 2014. június 24-én a csoport nevét a Szabadság és Közvetlen Demokrácia Európájára (EFDD ) változtatták, új társelnöknek pedig David Borrellit az 5 Csillag Mozgalom képviselőjét választották. 

## Tagok

### 7. Európai Parlament (2009–2014)
| Ország             | Párt                                              | Európai Párt | Ideológia                                                        | Előző csoport                        | Képviselők száma |
| ------------------ | ------------------------------------------------- | ------------ | ---------------------------------------------------------------- | ------------------------------------ | ---------------- |
| Egyesült Királyság | Az Egyesült Királyság Függetlenségi Pártja (UKIP) | Nincs        | jobboldali populizmus brit nacionalizmus euroszkepticizmus       | Függetlenség és Demokrácia           | 13 / 72          |
| Olaszország        | Északi Liga                                       | MELD         | nacionalizmus jobboldali populizmus                              | Unió a Nemzetek Európájáért          | 9 / 72           |
| Lengyelország      | Szuverén Lengyelország                            | MELD         | nemzeti konzervativizmus keresztény nacionalizmus                | Európai Konzervatívok és Reformisták | 4 / 50           |
| Litvánia           | Rend és Igazságosság                              | MELD         | nemzeti konzervativizmus jobboldali populizmus                   | Unió a Nemzetek Európájáért          | 2 / 12           |
| Görögország        | Ortodox Népi Riadó                                | MELD         | vallási konzervativizmus jobboldali populizmus                   | Függetlenség és Demokrácia           | 1 / 22           |
| Bulgária           | Bolgár Megmentési Nemzeti Front                   | MELD         | ultranacionalizmus euroszkepticizmus                             | NI                                   | 1 / 18           |
| Dánia              | Dán Néppárt                                       | MELD         | dán nacionalizmus jobboldali populizmus                          | NI                                   | 1 / 13           |
| Finnország         | Finnek Pártja                                     | MELD         | nemzeti konzervativizmus jobboldali populizmus                   | Nem volt                             | 1 / 13           |
| Franciaország      | Mozgalom Franciaországért                         | MELD         | nemzeti konzervativizmus francia nacionalizmus euroszkepticizmus | Függetlenség és Demokrácia           | 1 / 72           |
| Olaszország        | Szeretem Olaszországot                            | MELD         | kereszténydemokrácia euroszkepticizmus                           | Európai Néppárt                      | 1 / 72           |
| Hollandia          | Református Politikai Párt                         | MELD         | kereszténydemokrácia szociálkonzervativizmus                     | Függetlenség és Demokrácia           | 1 / 25           |
| Szlovákia          | Szlovák Nemzeti Párt                              | MELD         | ultranacionalizmus jobboldali populizmus                         | Nem volt                             | 1 / 13           |
| Belgium            | Frank Vanhecke (független)                        | Nincs        | –                                                                | NI                                   | 1 / 22           |
| Görögország        | Niki Tzavela (független)                          | Nincs        | –                                                                | NI                                   | 1 / 22           |
| Európai Unió       | Összesen                                          | Összesen     | Összesen                                                         | Összesen                             | 32 / 736         |